# ナギモドキ属
ナギモドキ属（学名：Agathis、アガチス属とも）は、一般にアガチス、カウリなどと呼ばれる樹木で、17-8種より成る常緑樹の小さなグループである。

## 概要
ナギモドキ属は非常に大きな幹を特徴としており、この幹が分岐する事は稀である。幼木は普通低所の枝が長く、高所へ行くに従って短くなる円錐形であるが、成熟すると樹の頂点が丸みを帯び、また枝が不規則に分枝するようになる。
ナギモドキ属の樹皮は平滑で薄灰色をしており、樹の成長や樹皮の肥厚に伴い不規則な形の断片として剥落する。幼木の枝は水平方向に伸びるが、成長するに従って上向きの枝が多くなる。低い枝は自然に落ちていき、幹に円形の跡を残す。ナギモドキ属の全ての種は成木よりも幼木の方が大きな葉を付ける。幼木の葉の形状は尖ったもの、卵形のもの、披針形ものなど種によって様々である。一方成木の葉は楕円形から直線形で、皮のように厚く硬い。幼木の葉は緑色もしくは灰緑であるが、季節によってはしばしば赤銅色を呈する。
雄花は成長した大きな樹にのみ見られる。雌花は短い側枝に生じる場合が多く、形は卵型-球形である。幾つかの種の種子は Agathiphaga 属のガの幼虫による食害を受ける事がある。
またナギモドキ属の樹の樹脂は分泌量が多く、ダンマル樹脂（英: Dammar gum）の原材料になる。

## 種と分布
Farjon et al. (2018) では17種が認められている。
- Agathis atropurpurea Hyland - "Black Kauri", "Blue Kauri" （オーストラリアクイーンズランド州）
- Agathis australis (D.Don) Lindl. カウリマツ（ナギモドキ）[1] - "Kauri", "New Zealand Kauri" （ニュージーランド北島）- kauri とは本来マオリ語で本種を指す語である[2]。
- Agathis borneensis Warb.（シノニム: A. endertii Meijer Drees）- （西マレーシア、ボルネオ島）[3]
- Agathis dammara (Lamb.) Rich. & A.Rich.（シノニム: A. celebica (Koord.) Warb.、A. philippinensis Warb.）ダンマルジュ（ダマルジュ、ダマール、デジマノキ、マニラコパールノキ[1]、マニラコーパルノキ）- "Amboina pitch tree" （フィリピン、インドネシアのスラウェシ島）[4]
- Agathis flavescens Ridl. -（ボルネオ島）
- Agathis kinabaluensis de Laub. -（ボルネオ島）
- Agathis labillardierei Warb. -（ニューギニア島）
- Agathis lanceolata Warb. -（ニューカレドニア）
- Agathis lenticula de Laub. -（ボルネオ島）
- Agathis macrophylla (Lindl.) Mast.（シノニム: A. vitiensis (Seem.) Benth. & Hook.f. ex Drake）フィジアンカウリ[5] - "Pacific Kauri", "Dakua" （フィジー、バヌアツ、ソロモン諸島）
- Agathis microstachya J.F.Bailey & C.T.White - "Bull Kauri" （オーストラリアクイーンズランド州）
- Agathis montana de Laub. -（ニューカレドニア）
- Agathis moorei (Lindl.) Mast.（シノニム: A. corbassonii de Laub.）- "Moore's kauri" （ニューカレドニア）[6]
- Agathis orbicula de Laub. -（ボルネオ島）
- Agathis ovata (C.Moore ex Vieill.) Warb. -（ニューカレドニア）
- Agathis robusta (C.Moore ex F.Muell.) F.M.Bailey ダンダタマツ[7] - "Queensland Kauri" （オーストラリアクイーンズランド州、ニューギニア島）
  - Agathis robusta subsp. nesophila Whitmore（シノニム: A. spathulata de Laub.）- "New Guinea Kauri" （ニューギニア島）[8]
  - Agathis robusta subsp. robusta
- Agathis silbae de Laub. -（バヌアツ）

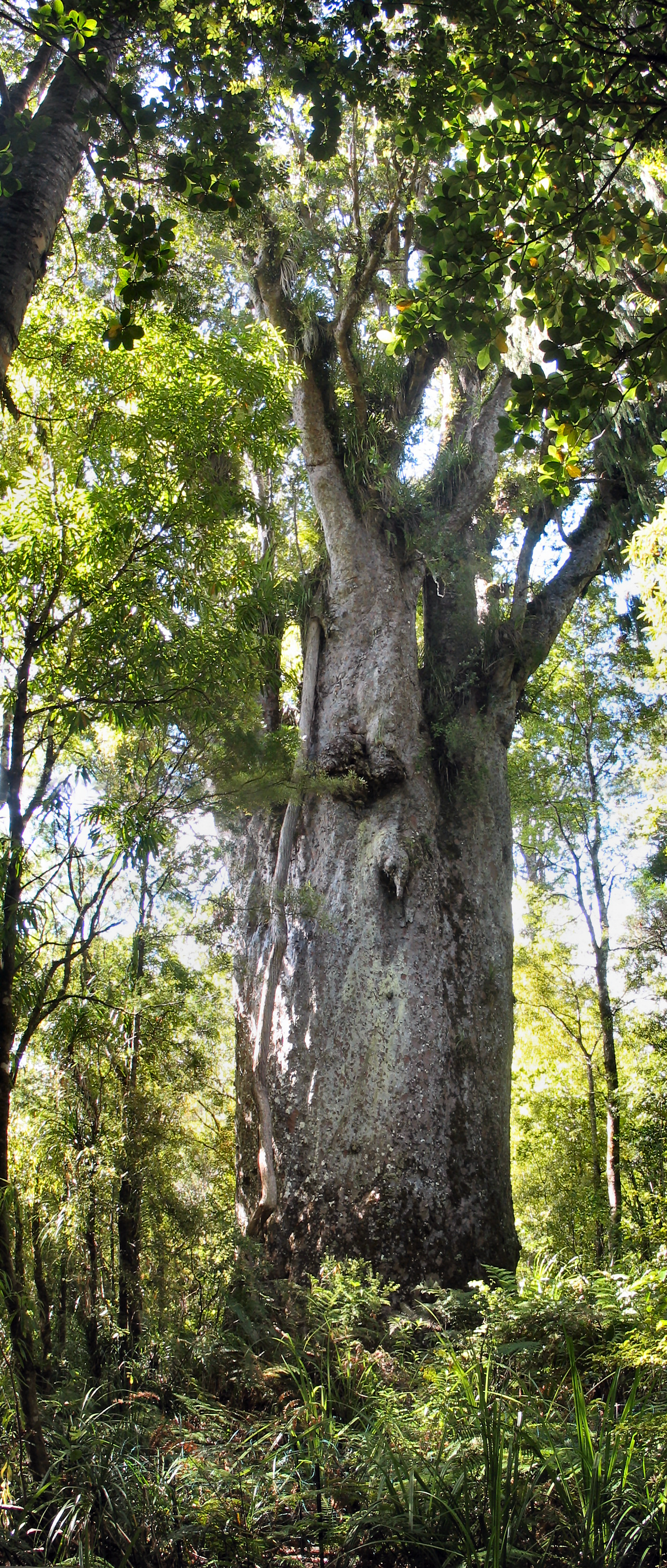
ワイポウア森林保護区にあるカウリマツ（A. australis）の巨木テ・マツア・ナヘレ（Te Matua Ngahere）。ニュージーランドで2番目に大きい。最も大きいタネ・マフタ（Tāne Mahuta）もこのすぐ近くにある。

## 利用
ナギモドキ属の樹木からは様々な天然樹脂が採れ、木材と並んで利用されている。幹は木目がまっすぐで良く揃っており、木材としての品質に優れる。材は安価なギターや囲碁の碁盤に用いられる。日本国内においては「南洋桂」や「新桂」の名で知られるが、これらは材としての商品名であり、カツラ科カツラ属の落葉広葉樹とは何の関係ない。

## 画像
- ダンダタマツ（Agathis robusta）の樹皮。メルボルン王立植物園。
- Agathis ovata の幼木